# 음악 이론
음악이론(音樂理論)은 음악이 나타나는 현상과 그 가능성을 연구하는 학문이다. 옥스퍼드 음악 안내서(The Oxford Companion to Music)에서는 "음악이론"을 세 가지 용법으로 활용하고 있는데, 그 첫째는 음악의 표기법을 이해하기 위해 필요한 기초적인 요소들(조표, 박자표, 장단 등)이요, 둘째는 고대로부터 오늘날에 이르기까지 음악에 관한 학자들의 견해를 배우는 학문이요, 셋째는 음악학의 한 분야로서 음악을 구성하는 방법이나 음악의 일반적인 원리를 규정하는 방법을 추구하는 학문이다. 음악학의 이론적 접근은 그 시점을 개별작품이나 연주로부터 잡지 않고, 그러한 작품들을 만든 근본적인 재료로부터 잡는다는 점에서 음악분석(Music Analysis)과는 다르다.
음악이론은 조율이나 작곡을 하는 방법 등 음악가나 작곡가들이 음악을 만드는 방법을 묘사할 때 자주 연관되곤 한다. 음악이 무엇으로 구성되는가에 관한 개념을 더욱 확장하여 생각해보면, 이는 음파적 현상, 심지어 침묵의 상태까지도 포함한 음파적 현상의 총체로서 좀 더 포괄적으로 정의내릴 수 있다. 그러나 이러한 것은 절대적인 지침은 아니다. 가령, 중세유럽에서 일반적이었던 4과 교양대학(Quadrivium liberal arts university)의 교육과정을 보면, 음악에 대한 연구는 실제 음악행위의 현상과는 다소 거리를 둔 채, 조심스럽게 연구되었던 분야로서 아주 추상적인 체계를 가지고 있었다. 그러나 이 중세적 분야는 수세기 후에 조율체계의 기초가 되었고, 음악이론사상 현대적 학문의 영역에 일반적으로 포함되어 있다.
실용적인 훈련으로서의 음악이론은 작곡가들과 다른 음악가들이 음악을 창작할 때 사용하는 방법이나 개념을 두루 포괄한다. 이런 의미에서 음악이론의 발전과 보존, 전파는 구전과 기록으로 전해지는 음악을 만드는 전통, 악기, 그리고 그 밖에 다른 공예품들의 형태로 발견된다. 가령, 전 세계적으로 선사지대 유적에서 출토된 고대의 악기들을 살펴보면, 당시 사람들이 만든 음악과 그들이 만든 악기를 사용하는 음악적 이론 같은 것들에 대한 세부적인 내용들을 알 수 있다. 전 세계적으로 고대의 생활문화에서 음악이론의 유서 깊은 근원은 악기와 구전, 그리고 오늘날의 음악 제작을 통해 발견할 수 있다. 

## 같이 보기
- 음악심리학
- 음악학